# Eosiopsis sinensis
Eosiopsis sinensis is een vliegensoort uit de familie van de Diopsidae. De wetenschappelijke naam van de soort is voor het eerst geldig gepubliceerd in 1942 door Ôuchi als Diopsis sinensis.